# Vestjysk Bank
Vestjysk Bank A/S (vestjyskBANK) er en dansk bank, landets 9. største, med hovedsæde i Herning. Banken har i alt 25 afdelinger i Jylland. Vestjysk Bank blev grundlagt i 1982 da Holstebro Landmandsbank skiftede navn. I 2002 blev Nordvestbank og Vestjysk Bank enige om en fusion.

## Historie
Banken er en fusion mellem Lemvig Bank, der blev stiftet 1874, og Lemvig Folkebank, som blev stiftet 50 år senere. I 1971 smeltede de to banker sammen og blev til Nordvestbank. I Holstebro blev Holstebro Landmandsbank stiftet i 1887 af en kreds af lokale bønder og skiftede i 1982 navn til Vestjysk Bank.
I 2002 blev Vestjysk Bank og Nordvestbank enige om en fusion. Vestjysk Bank blev valgt som navn, og hovedsædet ligger i Lemvig. I september 2008 overtog Vestjysk Bank Bonusbankens aktiviteter som svar på en henvendelse fra Bonusbankens bestyrelse. Samme dag offentliggjorde Vestjysk Bank og Ringkjøbing Bank en fusion mellem de to banker. Fusionen blev vedtaget på ekstraordinære generalforsamlinger den 2. december 2008. Marts 2012 fusionerede Vestjysk Bank og Aarhus Lokalbank.
Januar 2021 fusionerede Vestjysk Bank og Den Jyske Sparekasse med Vestjysk Bank som fortsættende navn. Vestjysk Bank flyttede i den forbindelse hovedsædet til Herning.

## Direktionen
Direktionen i Vestjysk Bank består af adm. bankdirektør Peter Hupfeld og bankdirektør Michael Nelander Petersen. Bestyrelsen har 13 medlemmer, heraf er fire valgt af medarbejderne i Vestjysk Bank. Kim Duus er bestyrelsesformand.

## Ejerforhold
Vestjysk Bank har ca. 51.000 navnenoterede aktionærer. Aktionærer, der besidder mere end 5% af aktierne og stemmerettighederne, er Aktieselskabet Arbejdernes Landsbank med 72,7%.. Den danske stat ejede indtil juli 2017 80,62 pct. af bankens samlede aktiekapital og stemmer. Herudover besad Finansiel Stabilitet A/S, som ejes af den Danske Stat, 0,86 pct. af bankens samlede aktiekapital og stemmer.

## Medarbejdere
Vestjysk Bank beskæftiger 615 medarbejdere pr. 31. december 2023. Den gennemsnitlige alder og anciennitet er henholdsvis 48,2 år og 13,6.  

## Regnskaber
Årsrapport 2023: Vestjysk Bank leverer et rekordresultat på 1.378 mio. kroner før skat for 2023   https://tools.eurolandir.com/tools/Pressreleases/GetPressRelease/?ID=4462681&lang=da-DK&companycode=dk-vjba&v=
Årsrapport 2022: Vestjysk Bank realiserede i 2022 et resultat før skat på 604 mio. kroner. Netto rente- og gebyrindtægterne udgjorde 1.547 mio. kroner i 2022, hvilket er 125 mio. kr. højere end i 2021. Det er en tilfredsstillende udvikling og vidner om, at banken har haft et højt aktivitetsniveau i 2022. https://tools.eurolandir.com/tools/Pressreleases/GetPressRelease/?ID=4237580&lang=da-DK&companycode=dk-vjba&v=
Årsrapport 2021: Vestjysk Bank leverer bedste resultat nogensinde. https://www.vestjyskbank.dk/om-banken/nyheder/vestjysk-bank-leverer-bedste-resultat-nogensinde?PID=20440&M=NewsV2&Action=1 Arkiveret 3. oktober 2022 hos  Wayback Machine
Årsrapport 2020: Tilfredsstillende udvikling. https://www.vestjyskbank.dk/om-banken/nyheder/aarsregnskab-2020-tilfredsstillende-udvikling?PID=20440&M=NewsV2&Action=1 Arkiveret 8. juni 2021 hos  Wayback Machine
Årsrapport 2019: Vestjysk Bank leverer det bedste årsresultat i bankens 146-årige historie
Halvårsrapport 2018: Vestjysk Bank leverer tilfredsstillende halvårsresultat på 119 mio. kr. og ruster sig til fremtiden.
Årsrapport 2017: Tilfredsstillende udvikling i Vestjysk Bank i 2017. https://bit.ly/2LfYKEw
Halvårsrapport 2017: Resultatmæssig fremgang for Vestjysk Bank. I 1. halvår 2017 udgjorde Vestjysk Banks resultat efter skat 108 mio. kr. mod 10 mio. kr. i samme periode sidste år. https://newsclient.omxgroup.com/cdsPublic/viewDisclosure.action?disclosureId=786441&lang=da
Årsrapport 2016: Med et basisresultat før nedskrivninger på 499 mio. kr. i 2016 overgår Vestjysk Bank ledelsens egne forventninger ved årets indgang med mere end 100 mio. kr. For andet år i træk realiserer banken et positivt resultat efter skat. Resultatet lander på 80 mio. kr. mod 49 mio. kr. i 2015. Landbrugets udfordringer sætter dog stadig tydelige spor i bankens regnskab. https://newsclient.omxgroup.com/cdsPublic/viewDisclosure.action?disclosureId=759624&lang=da
Halvårsrapport 2016: Vestjysk Bank realiserede et basisresultat før nedskrivninger på 227 mio. kr. i 1. halvår 2016 mod 220 mio. kr. i samme periode sidste år. Det anses af Vestjysk Banks ledelse som tilfredsstillende. Bankens sårbarhed over for de meget vanskelige vilkår inden for dansk landbrug afspejles dog i et fortsat stort nedskrivningsbehov. Banken realiserede et overskud i 1. halvår 2016 på 10 mio. kr. efter skat. https://newsclient.omxgroup.com/cdsPublic/viewDisclosure.action?disclosureId=724190&lang=da
Årsrapport 2015: Vestjysk Bank leverer overskud i 2015: Vestjysk Bank realiserer et resultat efter skat på 49 mio. kr. i 2015 og bryder dermed rækken af årsregnskaber med underskud. https://newsclient.omxgroup.com/cdsPublic/viewDisclosure.action?disclosureId=698429&lang=da

## Ekstern henvisning
- Bankens hjemmeside

56°33′0.32″N 8°18′35.61″Ø / 56.5500889°N 8.3098917°Ø